# Seznam ministrů zahraničních věcí Slovenské republiky
Toto je seznam ministrů zahraničních věcí Slovenské republiky, který obsahuje chronologický přehled všech členů vlády Slovenské republiky (včetně vlád Slovenského státu a slovenských vlád v posledních letech československé federace) působících v tomto úřadu.

## Ministři zahraničních věcí ve vládách samostatného Slovenska v letech 1939-1945
| # | Jméno               | Fotografie | Strana    | Vláda                           | Funkční období                      | Poznámky                                                           |
| - | ------------------- | ---------- | --------- | ------------------------------- | ----------------------------------- | ------------------------------------------------------------------ |
| 1 | Ferdinand Ďurčanský |            | HSĽS-SSNJ | 4. vláda J. Tisa, vláda V. Tuky | 14. března 1939 – 20. července 1940 | Ministr zahraničních věcí.                                         |
| 2 | Vojtech Tuka        |            | HSĽS-SSNJ | vláda V. Tuky                   | 20. července 1940 – 5. září 1944    | Předseda vlády a ministr zahraničních věcí.                        |
| 3 | Štefan Tiso         |            | HSĽS-SSNJ | vláda Š. Tisa                   | 5. září 1944 – 4. dubna 1945        | Předseda vlády, ministr zahraničních věcí a ministr spravedlnosti. |

## Ministři zahraničních věcí ve vládách Slovenska v rámci československé federace
| # | Jméno           | Fotografie | Strana           | Vláda                  | Funkční období                      | Poznámky |
| - | --------------- | ---------- | ---------------- | ---------------------- | ----------------------------------- | --- |
| 1 | Milan Kňažko    |            | VPN              | 1. vláda V. Mečiara    | 6. září 1990 – 22. dubna 1991       | Ministr mezinárodních vztahů. |
| 2 | Ján Čarnogurský |            | KDH              | vláda J. Čarnogurského | 23. dubna 1991 – 6. května 1991     | Ministr mezinárodních vztahů ad interim. |
| 3 | Pavol Demeš     |            | nestraník za VPN | vláda J. Čarnogurského | 6. května 1991 – 24. června 1992    | Ministr mezinárodních vztahů. |
| 4 | Milan Kňažko    |            | HZDS             | 2. vláda V. Mečiara    | 24. června 1992 – 31. prosince 1992 | Místopředseda vlády a ministr mezinárodních vztahů. Po zániku federace pokračoval ve vládě dál, nyní již jako místopředseda vlády a ministr zahraničních věcí samostatného Slovenska. |

## Ministři zahraničních věcí samostatného Slovenska
| #  | Jméno               | Fotografie | Strana                                   | Vláda                                                     | Funkční období                      | Poznámky                                         |
| -- | ------------------- | ---------- | ---------------------------------------- | --------------------------------------------------------- | ----------------------------------- | ------------------------------------------------ |
| 1  | Milan Kňažko        |            | HZDS                                     | 2. vláda V. Mečiara                                       | 1. ledna 1993 – 19. března 1993     | Místopředseda vlády a ministr zahraničních věcí. |
| 2  | Jozef Moravčík      |            | HZDS                                     | 2. vláda V. Mečiara                                       | 19. března 1993 – 15. března 1994   | Ministr zahraničních věcí.                       |
| 3  | Eduard Kukan        |            | nestraník za ADS (od dubna 1994 za DEÚS) | vláda J. Moravčíka                                        | 15. března 1994 – 13. prosince 1994 | Ministr zahraničních věcí.                       |
| 4  | Juraj Schenk        |            | HZDS                                     | 3. vláda V. Mečiara                                       | 13. prosince 1994 – 27. srpna 1996  | Ministr zahraničních věcí.                       |
| 5  | Pavol Hamžík        |            | HZDS                                     | 3. vláda V. Mečiara                                       | 27. srpna 1996 – 11. června 1997    | Ministr zahraničních věcí.                       |
| 6  | Zdenka Kramplová    |            | HZDS                                     | 3. vláda V. Mečiara                                       | 11. června 1997 – 6. října 1998     | Ministryně zahraničních věcí.                    |
| 7  | Jozef Kalman        |            | ZRS                                      | 3. vláda V. Mečiara                                       | 6. října 1998 – 30. října 1998      | Pověřený ministr zahraničních věcí.              |
| 8  | Eduard Kukan        |            | SDK: DÚ, od února 2000 SDKÚ              | 1. a 2. vláda M. Dzurindy                                 | 30. října 1998 – 4. července 2006   | Ministr zahraničních věcí.                       |
| 9  | Ján Kubiš           |            | nestraník za SMER-SD                     | 1. vláda R. Fica                                          | 4. července 2006 – 26. ledna 2009   | Ministr zahraničních věcí.                       |
| 10 | Miroslav Lajčák     |            | nestraník za SMER-SD                     | 1. vláda R. Fica                                          | 26. ledna 2009 – 8. července 2010   | Ministr zahraničních věcí.                       |
| 11 | Mikuláš Dzurinda    |            | SDKÚ-DS                                  | vláda I. Radičové                                         | 8. července 2010 – 4. dubna 2012    | Ministr zahraničních věcí.                       |
| 12 | Miroslav Lajčák     |            | nestraník za SMER-SD                     | 2. vláda R. Fica, 3. vláda R. Fica, vláda P. Pellegriniho | 4. dubna 2012 – 21. března 2020     | Místopředseda vlády a ministr zahraničních věcí. |
| 13 | Richard Sulík       |            | SaS                                      | vláda I. Matoviče                                         | 21. března 2020 – 8. dubna 2020     | Pověřen řízením ministerstva                     |
| 14 | Ivan Korčok         |            | nestraník za SaS                         | vláda I. Matoviče, vláda E. Hegera                        | od 8. dubna 2020 – 13. září 2022    | Ministr zahraničních věcí                        |
| 15 | Rastislav Káčer     |            | Demokrati (dříve OL'aNO)                 | vláda E. Hegera                                           | 13. září 2022 – 5. května 2023      | Ministr zahraničních věcí                        |
| 16 | Miroslav Wlachovský |            | nestraník                                | vláda Ľ. Ódora                                            | 15. května 2023 – 25. října 2023    | Ministr zahraničních věcí                        |
| 17 | Juraj Blanár        |            | SMER-SD                                  | 4. vláda R. Fica                                          | od 25. října 2023                   | Ministr zahraničních věcí                        |